# Harold Shapiro
Harold Seymour Shapiro, född 2 april 1928 i Brooklyn i New York, död 5 mars 2021 i Stockholm, var en amerikansk-svensk matematiker, mest känd för de så kallade shapiropolynomen.
Shapiro studerade vid City College, New York där han tog bachelorexamen (B.Sc.) 1949 och därefter vid Massachusetts Institute of Technology, där han tog masterexamen (M.S.) 1951 och doktorsexamen i matematik 1952 med Norman Levinson som handledare.
Han arbetade vid Bell Laboratories i Murray Hill, New Jersey 1952–1954 och som forskare och lärare vid Courant Institute och New York University 1954–1962. Han var professor i matematik vid University of Michigan 1962–1972 och därefter verksam vid Kungliga Tekniska högskolan från 1972. Efter att inledningsvis ha varit gästprofessor, hade han en tjänst som professor i matematisk analys från 1978 till 1993, då han gick i pension. Han efterträddes på professuren av Per Sjölin..
Harold Shapiro var far till kosmologen Max Tegmark och journalisten Per Shapiro.